# Стари енглески овчар
Бобтејл или стари енглески овчарски пас (енг: Old English Sheepdog) је овчарски пас пореклом из Енглеске. Висина ова пасмине код мужјака је 61 cm, а код женке 56 cm, а тежина им је од 32 до 45 кг за мужјаке, док су женке лакше и њихова просечна тежина је између 27 и 35 кг.

## Назив
Ван англосаксонских земаља, службени назив овог пса је „стари енглески овчарски пас“, али га посебно у Уједињеном Краљевству називају бобтејл, што значи „без репа“. У прошлости су се луксузни пси разликовали од радних по томе што им се секао реп чим се штене роди. Та пракса се и даље одржала. У САД га називају „Nanny-Dog“, што значи пас дадиља, јер је брижан према деци.

## Настанак
Проистекао је из мешавине старих раса овчарских паса, а могуће је и да је ту „учествовао“ и јелењски хрт, па је током векова био веома распрострањен као чувар оваца посебно на југу Енглеске и у Шкотској. Касније је постао и кућни љубимац.

## Опис
Чврст је и здепаст пас са широком главом. Нос му је црн, а очи тамне или разнобојне и сакривене длаком. Уши су му мале, равне и спуштене. Врат је прилично дуг. Ноге су му праве. Длака је веома дуга, груба, таласаста, али без коврџа и у разним нијансама сиве, док су глава, врат и предње шапе бели. Поддлака је непромочива.

## Темперамент
Изузетно ителигентан пас, пажљив, брижан, нежан и увек спреман за игру. Веома се лако дресира због своје интелигенције. Није агресиван, једино у случају непосредног напада. Као овчарском псу остало му је у темпераменту да увек скупља више паса, особа или било каквих живих бића у његовој околини и то на њему својствен начин. Не обраћа пажњу на мачке, сем да се игра са њима јер је његова главна одлика игра и радост. Условима у стану или кући се добро прилагођава (под условом да ту непрекидно борави са својим господаром) и увек је уз госте, које уједно и надзире и воли. Замера му се да некада претерује са нежношћу и умиљатошћу. Привржен је деци и препоручује се деци и особама које знају да цене неизмерну љубав. Због тих својих карактеристика, практично је престао да се користи као овчарски пас и муњевитом брзином је ушао у домове људи као кућни љубимац.
Дуга длака и карактеристичан ход попут медведа, али и специфичан глас ствара утисак тромог и лењог добрице. Веома одан породици у којој живи, тражи друштво, не воли усамљеност, у свађи је први који раздваја било да су у питању пси или људи. Воли воду, али је лето за њега доба које тешко подноси због топлоте, па се тада та раса често шиша. За разлику од лета, зима и снег су за њега право уживање.

## Савет одгајивача
Здравље пса у првом реду зависи од правилне исхране и одржавања физичке кондиције која подразумева свакодневно шетање пса, макар по 5–6 km. Овом псу је потребна и љубав и пажња која му се поклања (што он и те како може да врати, чак да увек иницира). Ово је важно јер ментално здравље овог пса заиста може утицати на његов животни век. Због дуге длаке има потребу да буде темељно ишчеткан бар једанпут или двапут недељно, што је у летњим данима важно због крпеља и биљке у народу познате као „попино прасе“ која задаје огромне проблеме тако што се забоде у шапу (обично између прстију где је и кожа пса најтања).